# ルテウムジェリー
ルテウムジェリー, リゾストマ・ルテウム（Rhizostoma luteum）は、リゾストマ属のクラゲ。

## 概要
30cm。東大西洋と地中海、ポルトガル、ジブラルタル、アンゴラ、モーリタニア、西アフリカ生息。
厚くて固い傘を持つ。

## 日本での飼育場所
加茂水族館のみ展示されており、他の日本の水族館には展示されていない。
加茂水族館になぜ展示されてあるかというと、オーストリアのシェーンブルン水族館からポリプをもらったので展示されているのだ。
世界の水族館では二例目だという。